# Стар театър „Антон Панов“
Старият театър „Антон Панов“ (на македонска литературна норма: Стар театар „Антон Панов“) е театрална сграда в град Струмица, Република Македония. Обявена е за паметник на културата.

## История
Сградата е разположена в центъра, в началото на стария град, на улица „Боро Джони“ № 5. Построена е от есента на 1948 до май 1949 година с доброволен труд на струмичани. Сградата е била масивна, състояща се от приземие и етаж с вход от север. В 1969 година е извършена реконструкция, при която интериорът е обновен от художника Александър Янкуловски и скулптура Насо Бекяров. Приземието е имало входно антре, каса и стълби за етажа. Залата е била с 460 места и две ложи по страничните дължини. Вляво и вдясно от сцената има работилници, гардероби и други помощни помещения. Интериорът е бил богато орнаментиран с мозейки и медни апликации.
Към началото на XXI век е запазена само предната северна фасада към улица „Боро Джони“ и входната врата, която е красиво изработена от дърво с медни апликации. Предната фасада е с подчертан, централно поставен вход с два пиластра с капители. На приземието има по един прозорец вляво и вдясно от входа, а на етажа четири симетрични прозореца. Фасадата завършва с профилиран венец и профилиран тимпанон. Вратата е пренесена в Дома на културата в града.
След като пострадва от пожар, сградата е напълно разрушена. В 2012 година започва проект за възстановяването ѝ в оригинален вид.